# أبو عيون جريئة (فلم)
أبو عيون جريئة هو فيلم مصري عرض عام 1958، بطولة إسماعيل ياسين وزهرة العلا وكيتي، من تأليف جليل البنداري ومن إخراج حسن الصيفي.

## قصة الفيلم
جراح المخ الألماني فون روبن ستوب سيجري أخطر عملية جراحية، وهي استبدال مخ إنسان بمخ إنسان آخر، يشتري من العصابة سيدة مصرية ثم يجري عليها أول عملية في مصر وهي استبدال مخها بمخ زوجته اللعوب، فنرى المرأة العاقلة وقد تحولت إلى سيدة أجنبية لعوب، ونرى زوجته وقد تحولت إلى سيدة شريفة.

## طاقم التمثيل
- إسماعيل ياسين: (نبيه)
- زهرة العلا: (نواعم)
- كيتي: (زوجة الدكتور)
- زينات صدقي: (والدة نواعم)
- محمود المليجي: (سالم - زعيم العصابة)
- إستفان روستي: (الدكتور فون روبن شتوب)
- رياض القصبجي: (هوب هوب - تربي مورد جثث)
- صلاح نظمي: (سمسم - مساعد الزعيم)
- محمد شوقي: (الساعي)
- عبد الغني النجدي: (بواب الدكتور)
- سيد إسماعيل: (المطرب)
- نعمت مختار: (الراقصة)
- حسين إسماعيل: (راكب القطار)
- عباس الدالي: (عسكري المحطة)
- منير الفنجري: (زبون الكباريه)
- نجوى سالم: (سكرتيرة الزعيم)
- أنور مدكور: (ضابط المحطة)
- مختار السيد
- علي المعاون
- رؤوف كامل

## فريق العمل
- إخراج: حسن الصيفي
- تأليف: جليل البنداري
- مدير التصوير: ألفيزي أورفانيللي، برونو سالفي
- مونتاج: سعيد الشيخ
- إنتاج: شركة النيل للسينما
- توزيع: شركة النيل للسينما

## أغاني الفيلم
- وابور الحريقة، تأليف: فتحي قورة، ألحان: بليغ حمدي
- سمرة، تأليف: جليل البنداري، ألحان: عبد العظيم محمد